# يوهانس زايلر
يوهانس زايلر (بالألمانية: Johannes Zeiler) (و. 1970 – م) هو ممثل، وممثل مسرحي، وممثل أفلام من النمسا .

## روابط خارجية
- يوهانس زايلر على موقع IMDb (الإنجليزية)
- يوهانس زايلر على موقع روتن توميتوز (الإنجليزية)
- يوهانس زايلر على موقع قاعدة بيانات الأفلام العربية
- يوهانس زايلر على موقع ألو سيني (الفرنسية)
- يوهانس زايلر على موقع أول موفي (الإنجليزية)
- يوهانس زايلر على موقع قاعدة بيانات الأفلام السويدية (السويدية)
- يوهانس زايلر على موقع ديسكوغز (الإنجليزية)
- يوهانس زايلر على موقع قاعدة بيانات الفيلم (الإنجليزية)
- يوهانس زايلر على موقع ليتربوكسد (الإنجليزية)
- يوهانس زايلر على موقع كينوبويسك (الروسية)